# Simone Palombi
Simone Palombi (Tivoli, 23 aprile 1996) è un calciatore italiano, attaccante dell'Alcione.

## Biografia
È il fratello di Claudia Palombi, anch'essa calciatrice ed attaccante, attualmente in forza alla Lazio, squadra in cui lui è cresciuto calcisticamente.

## Carriera

### Club

#### Lazio: settore giovanile
Nativo di Tivoli, cresce nel vivaio della Lazio, dove si mette in luce divenendo il capocannoniere nei vari campionati giovanili a cui prende parte, dai Giovanissimi Provinciali alla Primavera. Esordisce con la Primavera biancoceleste il 30 agosto 2013 all'ultima giornata di campionato, realizzando una doppietta contro il Napoli (5-1).
Dalla stagione 2013-2014, annata in cui segna dieci gol, è in pianta stabile nella formazione Primavera, dove ritrova l'allenatore Simone Inzaghi, con cui aveva realizzato 20 reti negli Allievi Nazionali. Segna 19 gol nel 2014-2015, con quattro reti nelle prime cinque partite. Nel 2015-2016 è capocannoniere del girone C del campionato Primavera con 19 gol in 18 presenze, comprese cinque doppiette e due triplette. Con la Primavera della Lazio disputa complessivamente 92 partite, con 55 reti segnate, vincendo due Coppe Italia Primavera e una Supercoppa Primavera.

#### Esordio in prima squadra e vari prestiti in Serie B
Il 1º agosto 2016, dopo essere stato convocato con la prima squadra del club biancoceleste in qualche sporadica occasione, viene ceduto, a titolo temporaneo, alla Ternana militante in Serie B. L'esordio in maglia rossoverde arriva il 7 agosto successivo nel secondo turno di Coppa Italia contro il Pordenone; la partita viene vinta 2-0 ai tempi supplementari ed aprire le marcature è proprio il giovane attaccante che mette a segno la sua prima rete da professionista. L'esordio in Serie B arriva il 1º ottobre 2016 in occasione della partita casalinga persa, per 0-3, contro il Verona. Il 13 novembre successivo arriva anche la prima marcatura nel campionato cadetto italiano in occasione della sconfitta esterna, per 4-2, contro la Salernitana dove mette a segno la rete che ha aperto le marcature. Il 1º aprile 2017 mette a segno la sua prima doppietta da professionista in occasione della trasferta vinta, per 1-2, contro il Novara. Conclude la sua prima stagione da professionista con un bottino di 28 presenze e 8 reti in Serie B (oltre a 2 presenze e un gol in Coppa Italia) che aiutano le Fere a salvarsi dalla retrocessione e rimanere in Serie B.
Il 23 giugno 2017 la Ternana esercita il diritto d'opzione per l'acquisto delle prestazioni dell'attaccante per una cifra vicina ai 150.000 euro, mentre la Lazio immediatamente esercita il contro-riscatto, per circa 300.000 euro, per riportarlo a Roma. Il 13 agosto, pur non scendendo in campo, vince il suo primo titolo in maglia biancoceleste poiché la Lazio si impone, per 2-3, sulla Juventus nella partita valida per l'assegnazione della Supercoppa italiana 2017. Sette giorni più tardi arriva anche l'esordio in Serie A in occasione del pareggio interno, per 0-0, contro la SPAL. Il 23 novembre 2017 disputa la sua prima partita di Europa League in occasione del pareggio interno, per 1-1, contro gli olandesi del Vitesse.
Il 9 gennaio 2018, dopo 3 presenze con la maglia della Lazio, viene ceduto, a titolo temporaneo, alla Salernitana, in Serie B, con la quale esordisce il 20 gennaio successivo in occasione della vittoria casalinga per 3-2 contro il Venezia. In tale occasione mette a segno anche la rete del momentaneo 3-0. Conclude il prestito con 14 presenze e una rete.
Il 9 luglio 2018 è ufficializzato il suo trasferimento, a titolo temporaneo, al Lecce, neo-promosso in Serie B, con diritto di opzione e contro-opzione. Debutta con la maglia giallorossa il 7 agosto successivo nella sfida del secondo turno di Coppa Italia, vinta dai salentini, contro la Feralpisalò, in cui mette a segno il gol del definitivo 1-0 durante i tempi supplementari. Esordisce in Serie B con il Lecce il 15 settembre, nella partita persa in casa dell'Ascoli (1-0). Una settimana dopo, con una doppietta al Via del mare, è decisivo per la vittoria per 2-1 dei giallorossi in rimonta contro il Venezia. Il 25 settembre realizza un'altra doppietta sul campo del Livorno (0-3). Chiude la stagione con 8 gol in 29 presenze in serie cadetta con i salentini, promossi in Serie A.
Il 9 luglio 2019 viene ceduto in prestito con diritto di riscatto alla Cremonese. Debutta con i grigiorossi l'11 agosto, nel secondo turno di Coppa Italia, segnando una doppietta nella partita contro la Virtus Francavilla vinta per 4-0.
Il 24 settembre 2020 viene ceduto a titolo temporaneo al Pisa. Il 27 ottobre segna il primo gol con i toscani, nella sfida del terzo turno di Coppa Italia, dove il suo club è sconfitto per 3-1 dalla Virtus Entella; il 12 febbraio realizza la prima doppietta in maglia nerazzurra, nella partita vinta in casa del Monza (0-2).
Il 18 agosto 2021 viene acquistato a titolo definitivo dall'Alessandria.. Il 21 settembre segna il primo gol con i piemontesi, in occasione della sconfitta interna con l'Ascoli (1-3). 
Il 3 agosto 2022 si trasferisce al Pordenone, in Serie C, con la formula del prestito. Ad inizio stagione è vittima di infortuni muscolari che lo fanno rientrare solo verso la fine di novembre. L'8 gennaio 2023 segna la prima rete con i friulani nel successo per 2-1 in casa della Juventus Next Gen.

#### Padova ed Alcione
Il 21 agosto 2023 viene ufficializzato il suo passaggio al Padova fino al 2025. Fa il suo debutto nella prima di campionato, subentrando, contro il Mantova (1-1). Segna il suo primo gol nella giornata successiva, nei minuti di recupero contro il Legnago chiudendo la partita sul 2-0. Nel primo turno di Coppa Italia di Serie C, realizza la sua prima tripletta con la maglia biancoscudata contro il Legnago (2-4). In Coppa va a segno nuovamente negli ottavi di finale contro il Lumezzane (2-0), e nella finale d'andata vinta per 2-1 contro il Catania vincendo così anche il premio, il primo individuale, come capocannoniere. Conclude la sua esperienza con la squadra biancoscudata con 39 gare giocate e 9 reti.
Il 7 agosto viene ufficializzato il suo trasferimento all'Alcione, neopromossa in Serie C, firmando un contratto triennale.

## Statistiche

### Presenze e reti nei club
Statistiche aggiornate al 25 aprile 2025.
| Stagione        | Squadra         | Campionato      | Campionato | Campionato | Coppe nazionali | Coppe nazionali | Coppe nazionali | Coppe continentali | Coppe continentali | Coppe continentali | Altre coppe | Altre coppe | Altre coppe | Totale | Totale |
| Stagione        | Squadra         | Comp            | Pres       | Reti       | Comp            | Pres            | Reti            | Comp               | Pres               | Reti               | Comp        | Pres        | Reti        | Pres   | Reti   |
| --------------- | --------------- | --------------- | ---------- | ---------- | --------------- | --------------- | --------------- | ------------------ | ------------------ | ------------------ | ----------- | ----------- | ----------- | ------ | ------ |
| 2014-2015       | Lazio           | A               | 0          | 0          | CI              | 0               | 0               | -                  | -                  | -                  | -           | -           | -           | 0      | 0      |
| 2015-2016       | Lazio           | A               | 0          | 0          | CI              | 0               | 0               | UCL+UEL            | 0                  | 0                  | SI          | 0           | 0           | 0      | 0      |
| 2016-2017       | Ternana         | B               | 28         | 8          | CI              | 2               | 1               | -                  | -                  | -                  | -           | -           | -           | 30     | 9      |
| 2017-gen. 2018  | Lazio           | A               | 1          | 0          | CI              | 0               | 0               | UEL                | 2                  | 0                  | SI          | 0           | 0           | 3      | 0      |
| Totale Lazio    | Totale Lazio    | Totale Lazio    | 1          | 0          |                 | 0               | 0               |                    | 2                  | 0                  |             | 0           | 0           | 3      | 0      |
| gen.-giu. 2018  | Salernitana     | B               | 14         | 1          | CI              | 0               | 0               | -                  | -                  | -                  | -           | -           | -           | 14     | 1      |
| 2018-2019       | Lecce           | B               | 29         | 8          | CI              | 1               | 1               | -                  | -                  | -                  | -           | -           | -           | 30     | 9      |
| 2019-2020       | Cremonese       | B               | 32         | 6          | CI              | 4               | 2               | -                  | -                  | -                  | -           | -           | -           | 36     | 8      |
| 2020-2021       | Pisa            | B               | 34         | 4          | CI              | 1               | 1               | -                  | -                  | -                  | -           | -           | -           | 35     | 5      |
| 2021-2022       | Alessandria     | B               | 31         | 3          | CI              | 0               | 0               | -                  | -                  | -                  | -           | -           | -           | 31     | 3      |
| 2022-2023       | Pordenone       | C               | 22         | 2          | CI-C            | 0               | 0               | -                  | -                  | -                  | -           | -           | -           | 22     | 2      |
| 2023-2024       | Padova          | C               | 31+2       | 3+0        | CI-C            | 5               | 5               | -                  | -                  | -                  | -           | -           | -           | 38     | 8      |
| ago. 2024       | Padova          | C               | 0          | 0          | CI+CI-C         | 1+0             | 0               | -                  | -                  | -                  | -           | -           | -           | 1      | 0      |
| Totale Padova   | Totale Padova   | Totale Padova   | 31+2       | 3          |                 | 6               | 5               |                    | -                  | -                  |             | -           | -           | 39     | 8      |
| 2024-2025       | Alcione         | C               | 36         | 10         | CI-C            | 1               | 0               | -                  | -                  | -                  | -           | -           | -           | 37     | 10     |
| Totale carriera | Totale carriera | Totale carriera | 258+2      | 45         |                 | 15              | 10              |                    | 2                  | 0                  |             | 0           | 0           | 277    | 55     |

### Cronologia presenze e reti in nazionale
| Cronologia completa delle presenze e delle reti in nazionale ― Italia under 21 | Cronologia completa delle presenze e delle reti in nazionale ― Italia under 21 | Cronologia completa delle presenze e delle reti in nazionale ― Italia under 21 | Cronologia completa delle presenze e delle reti in nazionale ― Italia under 21 | Cronologia completa delle presenze e delle reti in nazionale ― Italia under 21 | Cronologia completa delle presenze e delle reti in nazionale ― Italia under 21 | Cronologia completa delle presenze e delle reti in nazionale ― Italia under 21 | Cronologia completa delle presenze e delle reti in nazionale ― Italia under 21 |
| Data                                                                           | Città                                                                          | In casa                                                                        | Risultato                                                                      | Ospiti                                                                         | Competizione                                                                   | Reti                                                                           | Note                                                                           |
| ------------------------------------------------------------------------------ | ------------------------------------------------------------------------------ | ------------------------------------------------------------------------------ | ------------------------------------------------------------------------------ | ------------------------------------------------------------------------------ | ------------------------------------------------------------------------------ | ------------------------------------------------------------------------------ | ------------------------------------------------------------------------------ |
| 1-9-2017                                                                       | Toledo                                                                         | Spagna under 21                                                                | 3 – 0                                                                          | Italia under 21                                                                | Amichevole                                                                     | -                                                                              | 85’                                                                            |
| 4-9-2017                                                                       | Cittadella                                                                     | Italia under 21                                                                | 4 – 1                                                                          | Slovenia under 21                                                              | Amichevole                                                                     | -                                                                              | 80’                                                                            |
| 22-3-2018                                                                      | Perugia                                                                        | Italia under 21                                                                | 1 – 1                                                                          | Norvegia under 21                                                              | Amichevole                                                                     | -                                                                              | 88’                                                                            |
| 27-3-2018                                                                      | Novi Sad                                                                       | Serbia under 21                                                                | 0 – 1                                                                          | Italia under 21                                                                | Amichevole                                                                     | -                                                                              | 65’                                                                            |
| Totale                                                                         |                                                                                | Presenze                                                                       | 4                                                                              |                                                                                | Reti                                                                           | 0                                                                              |                                                                                |

## Palmarès

### Club

#### Competizioni giovanili
- Coppa Italia Primavera: 2

Lazio: 2013-2014, 2014-2015
- Supercoppa Primavera: 1

Lazio: 2014

#### Competizioni nazionali
- Supercoppa italiana: 1

Lazio: 2017

### Individuale
- Capocannoniere della Coppa Italia Serie C: 1

2023-2024 (5 gol)